# آلتافویا
آلتافویا (به اسپانیایی: Altafulla) یک شهرستان در اسپانیا است که در استان تاراگونا واقع شده‌است.

## خصوصیات
آلتافویا ۶٫۹۵ کیلومترمربع مساحت و ۴٬۶۸۵ نفر جمعیت دارد و ۵۲ متر بالاتر از سطح دریا واقع شده‌است.